# 宋稗類鈔
《宋稗類鈔》，小說筆記，清人李宗孔作品。
《宋稗類鈔》是仿南朝宋劉義慶《世說新語》、明代何良俊《何氏語林》之作，共分為十九門，八卷，共列五十九類。

## 目錄
- 卷一有《君范》、《符命》、《吏治》、《武备》、《遭际》、《异数》、《诛谪》。
- 卷二有《谗险》、《谄媚》、《科名》、《隐逸》、《躁竞》、《奢汰》、《叛逆》。
- 卷三有《厚德》、《雅量》、《鉴识》、《才干》、《品行》、《忠义》、《贞烈》，
- 卷四有《家范》、《志尚》、《豪旷》、《放诞》、《权谲》、《颐养》、《闲情》、《异禀》等。
- 卷五有《文苑》、《博识》、《诗话》、《诗品》、《俪语》、《辞命》、《尚论》、《格言》等。
- 卷六有《箴规》、《称誊》、《诋毁》、《诙谐》、《纰缪》、《尤悔》、《伤逝》等。
- 卷七有《宗乘》、《道教》、《报应》、《神鬼》、《怪异》,《饮食》。
- 卷八有《工艺》、《古玩》、《八法》、《丹青》、《草木》、《鸟兽》、《搜遗》等。